# 巴甫利夫卡 (斯泰潘尼夫卡市鎮)
46°45′33″N 29°59′13″E / 46.75917°N 29.98694°E
巴甫利夫卡（烏克蘭語：Павлівка）是位於烏克蘭西南部的村莊，由敖德薩州羅茲季利納區的斯泰潘尼夫卡市鎮負責管轄。該村始建於1896年，面積0.64平方公里，海拔高度6米，2001年人口738，人口密度每平方公里1,156.74人。